# Sonate pour piano no 2 de Kabalevski
Pour les articles homonymes, voir Sonate pour piano (homonymie).
La Sonate pour piano no 2 en mi bémol majeur op. 45 est une sonate de guerre de Dmitri Kabalevski. Composée en 1945, c'est l'ouvrage majeur de son répertoire pour clavier. Elle a été créée à Moscou le 22 décembre 1946 par Emil Gilels qui en est le dédicataire.

## Structure
L'œuvre est composée de trois mouvements :
1. Allegro moderato, festivamente
2. Andante sostenuto
3. Presto assai

## Analyse
Le premier mouvement est à l'image de la 7e symphonie de Chostakovitch, premier épisode de fête et de danse, deuxième épisode qui évoque une chevauchée sauvage d'envahisseurs, enfin épisode de clameurs de souffrance.